# Identificación tributaria en la Unión Europea
La identificación tributaria en la Unión Europea fue un proceso fiscal para dar un correcto y fiable registro para efectos administrativo-tributarios en el seno de la Unión Europea, cuando el 1 de enero de 1993 se hizo realidad un espacio único europeo carente de fronteras interiores y cumplir con el Acta Única Europea firmada en Luxemburgo el 17 de febrero de 1986, por la cual a partir del 31 de diciembre de 1992 se garantizará, en el ámbito de la Unión Europea, la libre circulación de mercancías, personas, servicios y capitales.

## Desarrollo
Al mismo tiempo que desaparecían las fronteras interiores lo hacía el control que, sobre las mercancías, se efectuaba en las aduanas mediante la comprobación “in situ” de licencias de importación, documentación acreditativa de la carga, etcétera; y sobre todo desaparecía la posibilidad de proceder a la liquidación del Impuesto sobre el Valor Añadido o IVA en el momento en que tales mercancías eran importadas, es decir, en el momento en que entraban en un país determinado, como por ejemplo España. En lo que se refiere a las exportaciones, también desaparecía el control ejercido por la aduana sobre los productos exportados y la posibilidad de certificar que las mercancías o productos habían salido efectivamente de ese territorio con destino al extranjero.
Debido a las diferencias entre los tipos impositivos aplicables en el IVA y a las diferencias en términos económicos de los (en aquel momento) quince Estados miembros, la Comisión fue consciente de que el régimen de tributación en este impuesto que, en general es el de la tributación en origen, no era sostenible para el caso de las operaciones realizadas entre sujetos pasivos del IVA residentes en Estados miembros diferentes. Por ello propuso, y fue aceptada, una modificación (de carácter transitorio, en principio hasta el 31 de diciembre de 1999 pero vigente a principios de 2006) de la Directiva 77/388/CEE del Consejo, de 17 de mayo de 1977. La modificación giró en torno a aquellas operaciones realizadas entre sujetos pasivos del impuesto establecidos en Estados miembros diferentes y consistió en cambiar el criterio general de tributación estableciendo la tributación en destino.

## Identificación tributaria a efectos del IVA intracomunitario
El número de identificación fiscal a efectos del IVA intracomunitario (NIF-IVA) está compuesto, en general, por el número o código de identificación fiscal que corresponda a cada sujeto pasivo del impuesto en virtud de la legislación interna del Estado miembro de residencia, precedido de las letras identificativas de ese país que le correspondan de acuerdo con el código ISO 3166. 
Así, por ejemplo, para una empresa española, el Número de Identificación Fiscal a efectos del IVA tiene el formato
ESX9999999X = ES + 1 bloque de 9 caracteres (primero y último: letra o dígitos, resto: sólo dígitos)
Las empresas extranjeras que prestan servicios vía electrónica a consumidores de la UE y que no se encuentran establecidas en la UE , por lo que no están registradas en ningún país de la Unión a efectos del IVA, pueden tener un prefijo que comience por "UE" en lugar del código de país.
Cuando se exportan o se venden bienes y servicios desde un país intracomunitario hacia otro país miembro de la Unión Europea se habla de entregas. Estas operaciones no están sujetas al IVA intracomunitario, de manera que en la factura no será necesario repercutir el impuesto. Para acogerse al régimen de exención del IVA deben cumplir 3 requisitos:
- El bien o servicio tiene que estar expedido a otro Estado miembro.
- El receptor del bien o servicio tiene que estar identificado en un Estado miembro con un Número de Identificación Fiscal (NIF), de sujetos pasivos comunitarios.
- Dichos sujetos pasivos tienen que llevar un libro específico para registrar todas las operaciones asimiladas a las entregas intracomunitarias.

## Solicitud de la identificación tributaria europea (NIF intracomunitario)
Si quiere solicitarse la identificación tributaria europea primero se necesita tener en vigor el NIF que te permite operar a nivel nacional, una vez que se tenga podrá solicitarse el número NIF intracomunitario. Una vez que se tenga el NIF nacional adjudicado se deberá de solicitar el alta en el Registro de Operadores Comunitarios (ROI), este trámite se realiza a través del modelo 036 desde la sede electrónica o las oficinas físicas de la Agencia Tributaria. Tras solicitarse el alta en el ROI la Agencia Tributaria podrá requerir una acreditación de que se tiene posibilidades e intención de facturar a clientes miembros de la Unión Europea. 
Este trámite es muy rápido y en unos quince días desde su solicitud se recibe una notificación positiva o negativa de parte de la Agencia Tributaria.

### Pérdida del NIF intracomunitario.
Es posible perder esta identificación si la persona titular se da de baja como empresario o autónomo pues este número está vinculado a la condición laboral de la misma y de ninguna manera un particular podrá solicitar o mantener un número VAT.

## Obligaciones
Para poder operar mediante el NIF intracomunitario, no solamente el emisor de la factura tiene que disponer de este identificador tributario, sino que el receptor también. Este número se obtiene en rellenar un apartado concreto del Modelo 036 (marcando la casilla 582 en la solicitud de alta). Aunque el registro es un proceso ágil que no tiene mayores complicaciones, a veces Hacienda hace comprobaciones por si hay posibles fraudes, cosa que lleva a ralentizar el proceso. Entonces la empresa obtendrá un número de operador intracomunitario que será el que deberá utilizar en toda la documentación relativa a estas exportaciones.
Para que las empresas y autónomos que realizan entregas intracomunitarias, presenten servicios intracomunitarios o aquellos que presten servicios de telecomunicaciones, radiodifusión y de televisión como aquellos que presten servicios electrónicos las autoridades competentes de cada estado miembro tienen la obligación de suministrar información sobre si la persona dispone de Vat Number o número de identificación a efectos de IVA. Rgto UE/904/2010 art.31 y 32)
La información del párrafo anterior se puede comprobar que una empresa está inscrita en el censo VIES mediante la web de la AEAT. Una vez realizada esta comprobación, se puede emitir la factura con los datos intracomunitarios de ambas partes. En la casilla del IVA, bastará especificar “0%” y reflejar en la factura la norma legal por la que las operaciones intracomunitarias están exentas de IVA:
“Invoice issued according to COUNCIL DIRECTIVE 2008/8/EC of (date).Subject to VAT reverse charge procedure. Factura emitida en aplicación a la Directiva 2008/8/CE del (fecha)”.
En cualquier caso es importante conservar la documentación de transporte, además de la factura original, para poder probar que la mercancía ha sido enviada al país de destino. En caso contrario, en una inspección de Hacienda podría considerarse que se ha cometido fraude.
Además, las cantidades percibidas a través de estas transacciones deberán figurar en la declaración trimestral del IVA (modelo censal 303), en el resumen anual (modelo censal 390), y también en la declaración recapitulativa de  las operaciones intracomunitarias (modelo 349) que de cara al año 2020 los plazos de declaración de presentación del modelo 349 serán  mensual, bimensual o trimestral desapareciendo la posibilidad de poder presentarlo anualmente